# Vito Rizzuto
Vito Rizzuto, né le 21 février 1946 en Sicile et mort le 23 décembre 2013 à Montréal, est le chef du clan Rizzuto et considéré comme le chef de la mafia montréalaise. Fils de Nicolo "Nick" Rizzuto, il immigre au Canada avec sa famille en 1954.
Marié, il est père de trois enfants. Il est emprisonné pendant plusieurs années au Canada, puis extradé en 2006 aux États-Unis pour purger 10 ans de pénitencier. Il en est libéré le 6 octobre 2012. Il meurt d'une pneumonie en 2013.

## Carrière criminelle
Vito Rizzuto est né à Cattolica Eraclea, en Sicile (Italie), le 21 février 1946. Vito est le seul fils de Nicolo "Nick" Rizzuto et de Libertina Manno. Il reçoit le prénom de son grand-père paternel, qui a été assassiné à Patterson (New York) lorsque le fils Nick avait 9 ans.
En 1954, la famille Rizzuto arrive au Canada par bateau, à Halifax, et s'établit à Montréal, y rejoignant une communauté de plusieurs milliers d'immigrants italiens,.

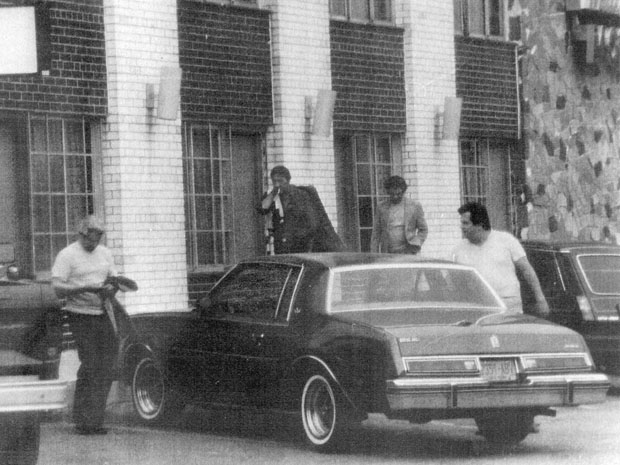
À New York, en 1981, le mafieux canadien Gerlando Sciascia à gauche, regardant ses clefs de voiture pendant que Joseph Massino, à droite, attend pour rentrer dans la voiture. Au milieu, en costume noir, Vito Rizzuto.

Son père, Nicolo Rizzuto, commence sa carrière dans la mafia comme associé de la famille Cotroni qui contrôlait la quasi-totalité du trafic de drogue dans les années 1970 (French Connection) en étant intermédiaire de la Famille Bonanno de New York. Dans les années 1980, les Rizzuto émergent comme l'organisation mafieuse la plus prédominante à la suite de la guerre à Montréal entre les factions siciliennes et calabraise et le meurtre de Paolo Violi, un soldat de la famille Bonanno qui est nommé Boss actif de la famille de Montréal.
Selon les forces de l'ordre canadiennes, Rizzuto dirige un empire criminel qui importe des tonnes d'héroïne, cocaïne et haschisch au Canada, blanchissant des centaines de millions de dollars qu'il réinvestit au travers de prêts à taux usuriers ou dans des contrats d'assassinat. Une partie de ses profits proviennent de paris illégaux et de fraudes.
Bien qu'il ne soit considéré que comme un soldat de la famille Bonanno par le FBI, Rizzuto est considéré par les autorités canadiennes comme le parrain le plus puissant du pays. Les auteurs canadiens Lee Lamothe et Adrian Humphreys considèrent la puissance du clan Rizzuto comme équivalente à celle des cinq familles de New York et vont jusqu'à lui donner le titre de Sixième Famille. Par le passé, Rizzuto travaillait de manière étroite avec le clan mafieux sicilien Cuntrera-Caruana, faisant partie des plus importants trafiquants de drogue, et qui était dirigé par Alfonso Caruana.
Selon Francesco Di Carlo, un mafieux sicilien devenu informateur pour le gouvernement, Vito Rizzuto est chargé des affaires de Cosa Nostra au Canada. Il raconta cela dans un entretien avec W-Five en 1998.

## Parrain de la "Sixième famille"
Les journalistes Lee Lamothe et Adrian Humphreys suggèrent que le clan Rizzuto puisse être mis au même niveau que les cinq familles de New York. Selon leurs livres Rizzuto : l'ascension et la chute d'un parrain (ang. The Sixth Family) :

« En 2003, l'organisation Rizzuto était listée dans les dossiers du FBI et de la DEA comme « la délégation canadienne de la Famille Bonanno » ou « la faction montréalaise des Bonanno ». La réalité est très différente. Le territoire sous leurs contrôle est énorme. Plusieurs millions de km² du Québec et de l'Ontario tombe directement sous leurs influences, quasiment équivalent à un quart du territoire entier des États-Unis. Cela inclut des villes parmi les plus importantes, où se concentre la majeure partie des activités mafieuses sur la frontière entre les États-Unis et le Canada, de nombreuses organisations mafieuses majeures collaborent et coopèrent sous la bannière de la « Sixième Famille ». Là où les parrains de la mafia américaine contrôle une partie du territoire d'une ville ou un quartier de New-York ou l'activité criminelle dans une industrie ou une activité commerciale telle que la construction ou le retraitement des déchets d'un district. « La Sixième Famille » contrôle la filière entière sur une zone gigantesque avec une vraie dimension globale. La « Sixième Famille » a dépassé en taille et en puissance la famille Bonanno, à tel point qu'elle est supposé l'avoir éclipsé (...)
Le cœur nucléaire de la mafia sicilienne basé à Montréal ... (comprend) des centaines de soldats et d'associés, rapporte un rapport de la police canadienne de 2004. Ce rapport n'inclut pas les intermédiaires qui font des affaires avec « La Sixième Famille » dans des associations à court terme. De plus, les hommes d'affaires, la plupart du temps, ne sont pas des criminels avérés. »

## Accusations, procès, incarcération et libération
En 2003, Vito Rizzuto est accusé par un grand jury fédéral de Brooklyn de racket, de prêt à taux usuraire et de meurtres, en relation avec les assassinats d'un gang rival en 1981 de trois capitaines rivaux au sein de la famille Bonanno, Philip Giaconne, Dominick Trinchera et Alphonse Indelicato. Ces assassinats ont été rendus célèbres par le film hollywoodien, Donnie Brasco. Rizzuto est soupçonné avoir été un des quatre tueurs engagés par l'ancien capitaine de la famille Bonanno, Joe Massino pour assassiner les trois capitaines. Massino est soupçonné d'avoir planifié ces assassinats pour prendre le pouvoir laissé vacant par l'incarcération du parrain Philip Rastelli.

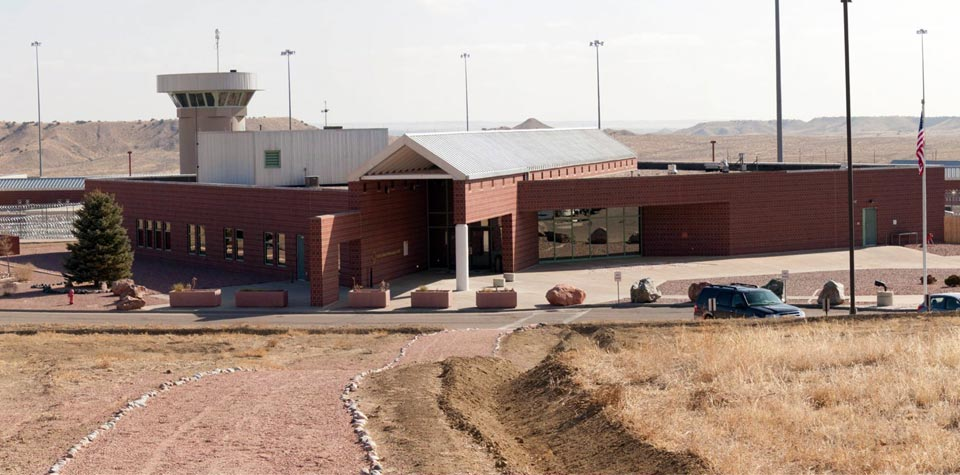
Prison Supermax ADX à Florence dans le Colorado où Rizzuto est emprisonné lorsqu'il est extradé vers les États-Unis

Rizzuto est arrêté le 20 janvier 2004 à Montréal. Le 17 août 2006, après une bataille juridique de 31 mois, il est extradé vers les États-Unis, et doit faire face à un juge de district pour le district Est de New York à Brooklyn. Massino, qui est condamné à la prison à vie pour meurtre et qui est devenu un témoin-repenti pour le gouvernement, témoigne contre Rizzuto, comme le beau-frère de Massino, Salvatore Vitale, qui faisait partie du quatuor de tueurs.
Le 11 février 2005, un mandat d'arrêt international est lancé à Rome contre Rizzuto en relation pour son implication supposée dans la construction du pont de Messine reliant l'Italie et la Sicile, un des plus gros projets de construction de l'histoire d'Italie. Le projet consiste en un pont suspendu de 3 690 mètres de long, coûtant 5 milliards €.
Le 4 mai 2007, Rizzuto plaide coupable pour avoir été présent lors du triple meurtre en 1981. Après quoi, il est condamné à 10 ans de prison, suivi de 3 ans de liberté conditionnelle. Lors de l'audience, il témoigne de son implication dans cette affaire, mais il dit aussi qu'il n'avait seulement crié « C'est un hold-up », et que les autres auraient tirés. Selon Lee Lamothe, auteur de La Sixième Famille, cet arrangement du plaidé-coupable est la pire chose que pouvait espérer Rizzuto car s'il ne l'avait pas fait, il aurait pu espérer être condamné à seulement cinq ans aux États-Unis.[réf. nécessaire]
Rizzuto est incarcéré au pénitencier américain ADX Florence, la prison fédérale supermax dans le Colorado jusqu'à sa libération en octobre 2012.
Depuis son arrestation, plusieurs membres de la famille sont morts, y inclus son fils Nick Rizzuto, assassiné en 2009, le demi-frère de Vito, Paolo Renda qui a disparu, Agostino Cuntrera (qui est soupçonné d'avoir pris le contrôle de la famille) est assassiné en 2010, puis le père de Vito, Nicolo Rizzuto, est assassiné, à Montréal, le 10 novembre 2010.
Vito Rizzuto est libéré de la prison du Colorado et retourne à Toronto, au Canada en octobre 2012.

## Guerre des gangs
Peu de temps après sa libération, plusieurs hommes sont assassinés dans ce qui semble être en relation avec les assassinats des membres de sa propre famille. Le trafiquant de drogue Emilio Cordileone, Tony Gensale et Mohamed Awada sont assassinés en novembre 2012 pour leurs implications supposées dans l'élimination d'alliés de Rizutto en 2008. Aussi en novembre, Joe Di Maulo, un mafieux influent qui est suspecté d'avoir orchestré, avec Raynald Desjardins et Salvatore Montagna, plusieurs assassinats de membres du clan Rizzuto : il est exécuté sur le chemin de sa maison au nord de Montréal, ses funérailles sont très discrètes par rapport aux standards de la mafia, signe qu'il n'était plus apprécié au sein de la famille Bonanno. De plus, quelques jours avant le noël 2012, un tueur entre dans un café d'un rival incarcéré de Rizzuto, Giuseppe De Vito, tuant Dominic Facchini et blessant sévèrement un autre. En janvier 2013, Gaétan Gosselin, le beau-frère de Raynald Desjardins, est assassiné en face de chez lui, tout comme Vincenzo Scuderi, un associé supposé de Giuseppe De Vito. Puis, Salvatore (Sam) Calautti et Moreno Gallo, chacun en désaccord avec le clan Rizutto, sont assassinés en novembre 2013 : Caluatti, suspecté du meurtre irrésolu du père de Rizzuto, est abattu durant son installation au volant de sa voiture, d'une balle dans la tête ; Gallo, un ancien membre influent de l'organisation de Rizzuto, est abattu hors d'un restaurant d'Acapulco au Mexique. Ce Gallo avait été déporté deux ans plus tôt, à ce moment-là il semblait être ciblé pour une possible exécution. En plus de tous ces meurtres, 21 assassinats supplémentaires sont en relation avec le crime organisé, tous restent irrésolus.

## Vie privée
Vito Rizzuto est marié avec Giovanna Cammalleri et il a eu trois enfants avec elle. Léonardo et Bettina sont tous deux avocats chez Cavaliere et Associés. Son fils aîné, Nicolo Rizzuto (Nick junior) nommé en mémoire de son grand-père, est né le 4 décembre 1967 et est assassiné à Montréal le 28 décembre 2009,,.
Vito Rizzuto n'a pas pu assister aux funérailles de son fils, ni à celles de son père. Réclamé par la justice américaine, il a vu son extradition reconnue conforme à la loi par la Cour suprême du Canada en août 2006, et il est écroué au Colorado aux États-Unis, à la suite de sa condamnation à 10 années de pénitencier pour trois meurtres commis pour le compte de la famille Bonanno, à New York, en 1981. Vito fait aussi l'objet d'un mandat d'arrêt en Italie dans l'affaire du « pont de Messine ». Il est libéré le 6 octobre 2012. Il meurt le 23 décembre 2013 à l'Hôpital du Sacré-Cœur de Montréal, des suites d'une pneumonie certaines sources du milieu pense que c'est dû à une trahison (empoisonnement) mais aucune autopsie n'a été faite avant son incinération,,.

## Culture populaire
Les écrivains Antonio Nicaso et Peter Edwards ont publié L'Argent ou l'Honneur, L'Ultime Combat de Vito Rizzuto (Business or Blood, Mafia Boss Vito Rizzuto's Last War) (2015). Le livre a été adapté par la série télévisée Bad Blood, qui a été mise sur les ondes en 2017.